# Wolfswut
Wolfswut ist ein Kriminalroman aus der Kira-Hallstein-Serie des deutschen Schriftstellers Andreas Gößling. Die Geschichte aus dem True Crime Genre ist an den Fall des mutmaßlichen Frankfurter Serienmörders Manfred Seel angelehnt, spielt allerdings in Berlin und Umland.

## Handlung
Lotte Soltau entdeckt am 21. September bei der Kontrolle des Nachlasses ihres an Krebs verstorbenen Vaters im Industriehof Zeppelinpark von Berlin-Spandau die Spuren eines Kapitalverbrechens. In den Ölfässern von Halle 14 lagern Körperteile und Organe von fünf brutal zerstückelten Frauen. In ihr bricht eine Welt zusammen, denn sie hielt ihren Vater immer für einen geselligen, musisch begabten Mann der Gruppe „Rockabilly-Boys“ und Johnny-Cash-Fan, aber niemals für einen Serienmörder.
Mühsam werden die Körperteile den verschiedenen Opfern zugeordnet. Die Ermittler finden heraus, dass den Opfern mit einer Injektion hochdosiertes Amphetamin verabreicht wurde und dass sie bei vollem Bewusstsein gefoltert und verstümmelt wurden. Die Spur führt zum Waldstrich in Berlin-Wartenberg, Bezirk Lichtenberg, dem illegalen Elendsstrich (auch despektierlich „Fickpiste“ oder „Zombiestrich“ genannt) vieler drogenabhängiger ausländischer Prostituierten, welche zerbrochene Lebensläufe aufweisen und den perversen und demütigenden Wünschen ihrer Freier hilflos ausgeliefert sind. Es sind Mädchen am äußersten Rand der Gesellschaft, ohne Aufenthaltserlaubnis, die den Kontakt zur Polizei scheuen, da die meisten von ihnen keine gültigen Papiere besitzen.
Die beiden ehemaligen Mitarbeiter Soltaus Tuchalsky, ein frauenverachtender Mensch mit Gewaltpotenzial, und Moosberg, der in der heruntergekommenen Gartenkolonie „Havelland“ wohnt und menschenverachtende Pamphlete wie „Schöpfung als Gefängnis“ und „Der gefangene Gott“ verfasst hat, machen sich verdächtig, doch es gibt keine Beweise, dass sie mit den Tötungen der Mädchen in Verbindung stehen. Auch eine Befragung der Bandmitglieder Soltaus Ron und Pit Stockmann in Berlin-Kladow bringt die Ermittlungsarbeiten außer der Erkenntnis, dass Alexander Soltau aufgrund seines Charismas ein Frauenverführer war, nicht weiter.
Hallstein und Lohmeyer kommen zu dem Schluss, dass Soltau ein Jäger gewesen sein muss, der Gefallen daran fand, Frauen zu vergewaltigen und zu ermorden, während es viele Frauen gab, die sich ihm freiwillig hingegeben hätten, er allerdings wohl kein Interesse daran hatte. Der Johnny Cash-Hit „I walk the line“, gegenüber der Ehefrau, Freunden und Geschäftspartnern niemals vom geraden Weg abzuweichen, war das Lebensmotto von Alexander Soltau.
Für Hallstein und Lohmeyer kommen Grohlich, Tuchalsky, Moosberg und die Stockmann-Brüder potenziell als Mittäter in Frage, doch sie finden keine Beweise. Es gibt keine Leichen, nur abgetrennte Körperteile, keine Zeugen, keine Verbindung zwischen Soltau und den Opfern und auch keine Beweise. Sie wissen noch nicht einmal, ob sie es mit ein oder zwei Tätern zu tun haben, hochgradig psychopathischen Menschen, welche diese sadistischen Morde verübt haben könnten.
Ihre Ermittlungen führen die Polizei in die dunkelsten und schmutzigsten Ecken Berlins. In illegale Bordelle, billige Thai-Massage-Clubs, Nachtbars und dergleichen.
Die Fahnder suchen den berüchtigten Waldstrich auf. Die Prostituierten, neben Junkies, Taschendieben und Strichjungen, hausen in einem verfallenen Feriendorf aus der DDR-Zeit und einer verlassenen Fabrikhalle ganz in der Nähe. Die körperlich stark in Mitleidenschaft gezogenen Frauen gehen zu jeder Jahreszeit wegen ihrer aussichtslosen Situation und aus reiner Verzweiflung auf einem Waldweg anschaffen. Die Ermittler finden heraus, dass Soltau dort häufiger mit seinem Mercedes-Transporter „Patrouille“ gefahren ist, und von Tanja Milova erfahren sie, dass sie Alexander Soltau mit dem Tod bedroht hatte. Der Transporter könnte möglicherweise als mobile Folterkammer benutzt worden sein.
Hallstein und Lohmeyer stellen Nachforschungen in Soltaus Vergangenheit an. Soltau wurde als Sohn eines Gärtners geboren. Seine Mutter heiratete einen neuen Mann, Alexanders neuer Adoptivvater, der die Gärtnerei abriss und darauf einen Schweinemastbetrieb bauen ließ. In dieser Zeit entwickelte er aufgrund von Tierquälereien und traumatischen Gewalterlebnissen eine schwere Persönlichkeitsstörung. In dieser Zeit findet Alexander Soltau Frankie Miller, einen Schicksalsgefährten; die beiden verbinden extreme Erfahrungen.
In Soltaus Nachlass finden sie ekelerregende Snuff-Filme, die Namen wie „The New Handmaid“ (Die neue Dienerin), 2. „The Apprentice“ (Die Praktikantin), 3. „Fiendly Room Service“ (Teuflischer Zimmerservice), 4. „The Ship Stewardess“ (Die Schiffsstewardess), 4. „A Dangerous Hitchhiker“ (Eine gefährliche Anhalterin) und 5. „Satanic Striptease“ (Teuflischer Striptease) tragen, welche die widerlichste Form von Folterungen und Tötungen von Frauen zeigen. In all den Videoclips spielt die Zahl 14 eine große und symbolhafte Rolle.
Wenig später fällt der 16-jährige Junge Rio Haller in die Hände und wird auf dem stillgelegten Gelände des sowjetischen Truppenübungsplatzes Lieberoser Heide/Reicherskreuzer Heide, dem „Ort ohne Straße“, grausam ermordet. Hallstein kommt Haller auf die Spur und es kommt zum Showdown.
Im Epilog wird die Theorie beschrieben, dass Soltau und sein Gefährte Haller in den unterirdischen Bunkeranlagen des Militärgeländes bis zu 30 Menschen getötet haben könnten. Es wird spekuliert, dass Soltaus Tatmotiv der Hass auf seine Mutter war, die er jedoch als schwacher Junge damals nicht töten konnte und woraus sich sein späterer pathologischer Frauenhass entwickelte. Sie wurde für ihn zur „Wiedergängerin“ und er tötete die Frauen symbolisch an ihrer Stelle. Frank Miller hingegen fühlte sich zu seinem „Seelenbruder“ hingezogen, mit dem er gemeinsam die grausamen Mordtaten beging. Für ihn war er jedoch ein Rivale, den er umbrachte und an Wildschweine verfütterte. An seine Stelle trat Horst Haller. Diese Bruderschaft soll hinter „der düsteren Kulissen der einstigen Nazi- und Sowjetkaserne Folterorgien veranstaltet haben“.

## Figuren
- Lotte Soltau: Tochter von Alexander Soltau, entdeckt die Ölfässer
- † Alexander Soltau alias Thomas Alexander Lipski: Inhaber der Soltau Hoch- und Rückbau GmbH – ein mittelständiger Abrissbetrieb, * geb. Mitte der 1950er Jahre in Braunschweig
- Kriminalhauptkommissarin Kira Hallstein: LKA Dezernat 11 Tötungsdelikte
- Kriminaloberkommissar Max Lohmeyer: LKA Dezernat 11 Tötungsdelikte
- Lars Bredow: Fahnder
- Dr. Hünfeld: Rechtsmediziner
- Franka Fundtlandt: hohe Beamtin beim LKA Berlin
- Dr. Ing. Carl Grohlich: Bauingenieur und Besitzer des Industriehofes Zeppelinpark in Spandau
- Tobias Hallstein: Kiras Bruder
- Horst Haller: Haushaltsauflöser und Soltaus Mittäter
- † Frank Miller: Alexanders Seelenverwandter aus der Jugendzeit
- Friedrich Tuchalsky „Fritz the Rat“: Kleinkrimineller und Besitzer des Sado-Maso-Studios „Adam & Dave“, ehemaliger Mitarbeiter der Soltau Hoch- und Rückbau GmbH
- Dr. phil. Jonas Moosberg, ehemaliger Mitarbeiter der Soltau Hoch- und Rückbau GmbH, sieht sich als „Schöpfer“
- Ron und Pit Stockmann: Brüder und Musiker der Gruppe „Rockabilly-Boys“
- Tanja Milova, Neshka Andonowa und andere: Prostituierte vom Waldstrich
- † Marian genannt „Rio“: Stricher

### Opfer
- † unbekannte Asiatin, möglicherweise Thailand oder Malaysia, entnommene Körperteile: Kopf, Lunge, Leber, rechter Unterschenkel mit Fuß
- † Irid Alfese. Albanien, entnommene Körperteile: Milz, zwei Augen, rechte Schulter mit Oberarm. Elendsstrich Süd. Fundort: Kanalrohr Tegeler Forst
- † Marissa Jawidinia. Bulgarien, entnommene Körperteile: Niere, mit vierzehn Nägeln perforierte Vagina, linker Unterarm mit Hand. Waldstrich Ost. Fundort: Spandauer Forst
- † Mercedes Riviera. Dominikanische Republik, entnommene Körperteile: linker Fuß, Gesäßbacke, eine  Brust. Elendsstrich Süd. Fundort: Wald bei Bernau
- † Ipethal Masri. Libanon, entnommene Körperteile: Zunge, rechter Oberschenkel, Enddarm, inklusive Anus. Waldstrich Ost. Fundort: Kläranlage Pankow-Blankenburg[5]

## Klappentext
Ein paar harmlos aussehende Fässer in der Garage ihres verstorbenen Vaters verwandeln das Leben von Lotte Soltau in einen Trümmerhaufen: In den Fässern lagern fünf brutal zerstückelte Frauen, teilweise müssen die Verstümmelungen bei lebendigem Leib zugefügt worden sein. Während Lotte noch versucht zu begreifen, wie ihr Vater, ein geselliger, musisch begabter Mann, zu den Taten eines Serienkillers fähig sein konnte, geschieht ein neuer grausiger Mord, diesmal an einem 16-jährigen Jungen. Und die Tat trägt eindeutig die Handschrift des toten Soltau …

## Sprachstil
„Sie macht die Beifahrertür auf, du rückst in die Mitte, und sie klettert an Bord. Ihr Geruch. Schwer, süßlich. Sie ist es. Deine letzte Reise Schlampe. Oder auch nicht.“

## Rezensionen
Im gleichen Jahr als Nele Neuhaus Muttertag erschien, kam auch Gößlings Wolfswut  auf den Buchmarkt, welches sich ebenfalls mit dem „Hessenripper“-Falls beschäftigt. Allerdings mit anderen Personen und auf anderen Schauplätzen.
Die brutale und blutige Geschichte wird einerseits aus der Perspektive der Ermittler und in einem anderen Handlungsstrang aus der Sicht des Täters im sogenannten „Trophäenbuch“ erzählt. Im „Trophäenbuch“ werden die Folterszenen detailliert beschrieben, vom Aufsammeln der Prostituierten mit dem Transporter und am Ende das Verbringen in den „Ort ohne Straße“, wo die Mädchen systematisch erniedrigt, verstümmelt und zu Tode gequält werden. Auch werden Körperteile der Opfer verspeist.
Das „Trophäenbuch“ ist die kranke Selbstdarstellung Soltaus und seines namentlich nicht genannten Mittäters, wobei sich beide als „Wölfe in der Nacht“ sehen.
Die Berliner Morgenpost beschreibt den Roman als „sagenhaft spannender Thriller“. Denglers Buchkritik bezeichnet ihn am 26. Februar 2018 als „Ein True-Crime-High-Speed-Thriller, der perfekt erzählt ist und mit starkem Personal aufwartet! Andreas Gößling trifft genau den richtigen Ton für einen Thriller, kurze und knackige Sätze, keine Ausschweifungen, eine moderne und kühle Kommissarin und eine Geschichte, die von einem wahren und schockierenden Fall inspiriert ist.“
Andere positive Stimmen sind Focus Online „Andreas Gößling, mit dem True-Crime-Genre-bestens vertraut, verarbeitet den Fall eines deutschen Serienkillers in einem schockierenden Thriller.“, „Schockierend realistisch“ bei der Rhein-Neckar-Zeitung und „Ein gut gemachter Thriller, extrem schnell, der durchweg spannend ist. Aber Vorsicht, schlaflose Nächte können folgen.“ im Frankfurter Stadtkurier.
Für Literaturmarkt.info ist es „ein Thriller wie aus der Feder von Satan höchstpersönlich“.

## Textausgaben
- Andreas Gößling: Wolfswut. True-Crime-Thriller. Knaur TB. 2018. 528 Seiten. ISBN 978-3-426-52132-8.